# Märjamaa (gemeente)
Märjamaa (Estisch: Märjamaa vald) is een gemeente in de Estlandse provincie Raplamaa. De gemeente telde 7.405 inwoners op 1 januari 2023 en heeft een oppervlakte van 1.163,52 vierkante kilometer. De hoofdplaats is Märjamaa.
Tot 2002 vormde de hoofdplaats Märjamaa als alevvald een afzonderlijke gemeente; in dat jaar ging deze samen met het omliggende gebied, de gemeente Märjamaa vald. Ook de landgemeente Loodna werd toen opgeheven. De landgemeente Märjamaa fuseerde in oktober 2017 opnieuw, nu met de gemeente Vigala. In die maand gingen ook de plaatsen Kõrvetaguse, Pühatu en Riidaku uit de gemeente Raikküla naar Märjamaa.
De plaats Märjamaa heeft een aan Maria gewijde kerk (Maarja kirik) die uit de eerste helft van de 14de eeuw dateert en als weerkerk de sterkste van West-Estland was. De kerk werd in de Lijflandse Oorlog (1574) en in de Tweede Wereldoorlog (1941) zwaar beschadigd. De 19de-eeuwse torenspits, die in de naoorlogse decennia ontbrak, werd in 1990 teruggeplaatst.

## Plaatsen
De gemeente telt:
- één plaats met de status van kleine stad (Estisch: alev): Märjamaa;
- 112 plaatsen met de status van dorp (Estisch: küla): Alaküla, Altküla, Araste, Aravere, Aruküla, Avaste, Haimre, Hiietse, Inda, Jaaniveski, Jädivere, Jõeääre, Käbiküla, Kaguvere, Kangru, Käriselja, Kasti, Kausi, Keskküla, Kesu, Kiilaspere, Kilgi, Kirna, Kivi-Vigala, Kohatu, Kohtru, Kojastu, Koluta, Konnapere, Konuvere, Kõrtsuotsa, Kõrvetaguse, Kunsu, Kurevere, Läti, Laukna, Leevre, Leibre, Lestima, Lokuta, Loodna, Luiste, Lümandu, Maidla, Mäliste, Manni, Männiku, Metsaääre, Metsküla, Mõisamaa, Moka, Mõraste, Nääri, Naistevalla, Napanurga, Naravere, Nõmmeotsa, Nurme, Nurtu-Nõlva, Oese, Ohukotsu, Ojaäärse, Ojapere, Orgita, Päädeva, Paaduotsa, Päärdu, Paeküla, Paisumaa, Pajaka, Palase, Paljasmaa, Pallika, Põlli, Pühatu, Purga, Rääski, Rangu, Rassiotsa, Riidaku, Ringuta, Risu-Suurküla, Russalu, Sääla, Sipa, Sõmeru, Sooniste, Soosalu, Sõtke, Sulu, Suurküla, Teenuse, Tiduvere, Tolli, Tõnumaa, Ülejõe, Urevere, Vaguja, Vaimõisa, Valgu, Valgu-Vanamõisa, Vana-Nurtu, Vana-Vigala, Vängla, Varbola, Velise, Velisemõisa, Velise-Nõlva, Veski, Vigala-Vanamõisa, Vilta en Võeva.

## Zustergemeenten
Märjamaa onderhoudt jumelages met Vara (Zweden), Łącko (Polen, sinds 2005), Cesvaine (Letland, sinds 2006) en Volchov (Rusland, sinds 2010). De Finse partnergemeente Vihanti hield in 2013 op te bestaan.
Landgemeenten: Kehtna · Kohila · Märjamaa · Rapla